# پاتریس لوکنت
پاتریس لوکنت (فرانسوی: Patrice Leconte‎؛ زادهٔ ۱۲ نوامبر ۱۹۴۷) هنرپیشه، کارگردان و فیلم‌نامه‌نویس اهل فرانسه است. وی از سال ۱۹۷۶ میلادی تاکنون مشغول فعالیت بوده‌است.
از فیلم‌هایی که وی در آن نقش داشته‌است، می‌توان به لومیر و شرکا اشاره کرد.